# Равель, Люк
Люк Раве́ль (фр. Luc Ravel CRSV, род. 21 мая 1957, Париж, Франция) — французский прелат, член монашеской конгрегации регулярных каноников святого Виктора. Военный ординарий Франции с 7 октября 2009 по 18 февраля 2017. Архиепископ Страсбурга с 18 февраля 2017.

## Биография
19 декабря 1982 года Люк Равель вступил в монашескую конгрегацию регулярных каноников святого Виктора. 13 мая 1987 был рукоположен в священника.
7 октября 2009 года Римский папа Бенедикт XVI назначил Люка Равеля военным ординарием Франции. 29 ноября 2009 года в состоялось рукоположение Люка Равеля в епископа, которое совершил архиепископ Парижа кардинал Андре Вен-Труа в сослужении с вспомогательным епископом архиепархии Лиона и титулярным епископом Аристума Патриком Ле Галем и епископом Ле-Пюи-ан-Веле Анри Мари Раулем Бринкаром.
18 февраля 2017 года Папа Франциск назначил монсеньора Равеля архиепископом Страсбурга.